# Asterocampa alicia
Asterocampa alicia är en fjärilsart som beskrevs av Edwards 1868 . Asterocampa alicia ingår i släktet Asterocampa och familjen praktfjärilar. Inga underarter finns listade i Catalogue of Life.